# Temnocthispa
Temnocthispa is een geslacht van kevers uit de familie bladkevers (Chrysomelidae).
De wetenschappelijke naam van het geslacht werd in 1940 gepubliceerd door Uhmann.

## Soorten
- Temnocthispa deplanata (Waterhouse, 1881)
- Temnocthispa jocosa Uhmann, 1940
- Temnocthispa truncata (Fabricius, 1801)